# Guthrie McClintic
Guthrie McClintic (* 6. August 1893 in Seattle, Washington; † 29. Oktober 1961 in Sneden’s Landing, Rockland County, New York) war ein US-amerikanischer Schauspieler, Film- und Theaterproduzent.

## Leben
Guthrie McClintic studierte an der Washington University in St. Louis und später an der American Academy of Dramatic Arts in New York City. Im Alter von 28 Jahren ging er eine «Getrennte-Betten-Ehe» mit der lesbischen Broadway-Schauspielerin Katharine Cornell (1893–1974) ein. Obwohl die Ehe zwischen McGuthrie und Cornell nie sexuell vollzogen wurde, verband die beiden Schauspieler eine enge Freundschaft. Sie galten im Amerika der 1920er und 1930er Jahre als Theatertraumpaar. McClintic starb 1961 an den Folgen einer Krebserkrankung.

## Produktionen (Auswahl)

### Theater
- 1921: The Dover Road
- 1925: The Green Hat
- 1931: The Barretts of Wimpole Street
- 1937: Hamlet
- 1947: Dishonoured Lady

### Film
- 1930: On Your Back
- 1931: Once a Lady
- 1931: Once a Sinner